# Dumitru Zamfir
Dumitru Ion Zamfir (n. 1954, Craiova) este un general român de informații, fost adjunct tehnic al directorului Serviciului Român de Informații.

## Biografie
Dumitru Ion Zamfir s-a născut în anul 1954, în municipiul Craiova (județul Dolj). A absolvit cursurile Facultății de Electrotehnică (1977), apoi pe cele ale Facultății de Drept (2000). În prezent, este doctorand în Ordine Publică și Siguranță Națională. 
După înființarea SRI în anul 1990, Dumitru Zamfir este angajat ca ofițer de informații, îndeplinind diferite funcții de conducere în Serviciul Român de Informații. A participat la numeroase seminarii și colocvii naționale și internaționale. La data de 23 septembrie 1997, colonelul Dumitru Ion Zamfir a fost numit în funcția de adjunct al directorului Serviciului Român de Informații (cu rang de secretar de stat), prin Decretul numărul 501, semnat de Președintele României . 
În perioada cât a fost director-adjunct al SRI, a fost înaintat la gradele de general de brigadă (1 decembrie 1999 ), general de divizie (1 decembrie 2002, prin Decretul Prezidențial nr. 949 ) și general locotenent (26 martie 2004 ).
La data de 27 iunie 2008, Dumitru Zamfir a fost înaintat în gradul de general cu patru stele, fiind trecut tot atunci în rezervă cu noul grad . Același decret de înaintare în grad și trecere în rezervă a prevăzut însă menținerea sa în funcția de adjunct al directorului SRI.
Dumitru Zamfir este căsătorit și are un copil. 
Condamnat definitiv la 1 an de închisoare pentru savârșirea infracțiunii de fals în declarații prin decizia penală nr. 58 din 13 februarie 2012, de către Înalta Curte de Casație și Justiție.

## Lucrări publicate
- Respectarea drepturilor omului în activitatea serviciilor de informații (Ed. Rao, 2007)